# Racibor II de Poméranie
Racibor II de Poméranie († après 1227) en allemand Ratibor II, est un souverain de Poméranie, qui règne sur Schlawe et Stolp (en polonais  Sławno-Słupsk) en Poméranie occidentale. Il est le dernier membre de la lignée des Ratiborides, une dynastie de Poméranie issue de la Maison de Greifen .

## Biographie
Racibor II est uniquement connu par un document de l'année 1223 dans lequel il est mentionné comme: « Ratiborius Dei gracia princeps dictus terre Slauensis ».
De cela, ils en ont conclu que ce Racibor II doit avoir succédé à  Bogusław III de Poméranie dans ses domaines situés en Poméranie occidentale et qui étaient contrôlés par les  Ratiborides un rameau de la maison de Greifen autour de Sławno, c'est-à-dire la seigneurie de  Sławno-Słupsk. Après cette date la durée du règne de Racibor II est inconnue.
Le lien de parenté de Racibor II et son prédécesseur Bogusław III  est controversé. L'historien Martin Wehrmann (1861–1937) voit en Ratibor II un fils de Bogusław III  En revanche d'après
Rudolf Benl, Ratibor II est soit un demi-frère de Bogislaw III né d'un second mariage de son père ou son cousin.
À la mort de Racibor II la lignée des Ratiborides disparait. La date de sa mort est inconnue. D'après Martin Wehrmann il meurt vers 1227, selon Rudolf Benl dès 1223.
On fait parfois d'Audacia († 1287) l'épouse du comte Henri Ier de Schwerin († 1228), une fille de Racibor II.

## Guerre de succession
Après la mort de Racibor II ses domaines de  Sławno-Słupsk sont l'objet d'un conflit de succession entre 
la maison de Poméranie d'une part et la lignée cadette qui contrôle la Pomérélie samboride d'autre part. De plus à cette époque le royaume de Danemark poursuit son expanssion sur les rives de la mer Baltique qui se s'achève lors de la défaite de Valdemar II de Danemark lors de la bataille de Bornhöved en 1227. C'est alors que le Barnim Ier le Bon,  duc de Szczecin tente de s'emparer avec l'aide de son cousin-germain Warcisław III de la région. Mais le pays de Schlawe-Stolp est conquis en 1238 par le duc Świętopełk II de Poméranie qui l'ajoute à son domaine de Poméranie orientale

## Sources
- (de) Cet article est partiellement ou en totalité issu de l’article de Wikipédia en allemand intitulé « Ratibor II. » (voir la liste des auteurs).
- (de) www.ruegenwalde.com:  Ratibor II. sur site Die Greifen
- (en) & (de) Peter Truhart, Regents of Nations, K. G Saur Munich, 1984-1988 (ISBN 359810491X), Art. « Pommer/ Pomerania », p.  2.439-2442.
- Anthony Stokvis, Manuel d'histoire, de généalogie et de chronologie de tous les États du globe, depuis les temps les plus reculés jusqu'à nos jours, préf. H. F. Wijnman, éditions Brill Leyde 1890-1893, réédition 1966, volume III, chapitre VIII  et tableau généalogique no 10 « Généalogie des ducs de Poméranie ».